# پروژه فالکون دارپا

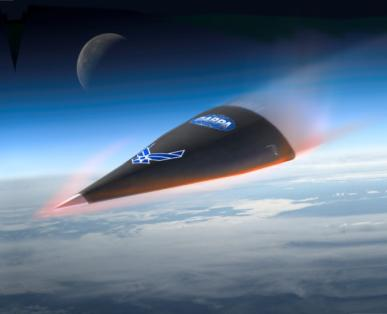
تصویر گرافیکی از آزمایش وسیله نقلیه مافوق صوت (HTV) مرحله ۲ هنگام ورود دوباره به جو زمین

پروژه فالکون دارپا (انگلیسی: DARPA Falcon Project) یک پروژه دو مرحله‌ای مشترک بین دارپا (سازمان پروژه‌های تحقیقاتی پیشرفتهٔ دفاعی) و نیروی هوایی ایالات متحده و بخشی ازحمله جهانی سریع است. فالکون مخفف جمله (Force Application and Launch from CONtinental United States)است. یک بخش از برنامه با هدف توسعه قابلیت استفاده مجدد از سیستم سلاح مافوق صوت ضربت سریع که در حال حاضر به عنوان وسیله مافوق صوت کروز و بخش دیگر برای توسعه یک سیستم راه اندازی قادر به سرعت بخشیدن به وسیله مافوق صوت کروز به سرعت کروز، و نیز راه اندازی ماهواره‌های کوچک به مدار زمین است. این برنامه دو بخشی در سال ۲۰۰۳ اعلام شد و تا سال ۲۰۰۶ ادامه پیدا کرد. بلاک سوئیفت (سیاه چابک) برنامه زیر مجموعه فالکون با استفاده از هواپیما بدون سرنشین در ابعاد یک جنگنده که از باند پرواز فرودگاه برخاسته و افزایش سرعت تا ماخ ۶ قبل از تکمیل مأموریت و سپس بازگشت مجدد به فرودگاه می‌باشد. توافق‌نامه بلاک سوئیفت که به نام HTV-3X هم شناخته می‌شود در سپتامبر ۲۰۰۷ بین دارپا و نیروی هوایی ایالات متحده منعقد شد. برنامه بلاک سوئیفت بودجه مورد نیاز برای اجرا را دریافت نکرده و در سال ۲۰۰۸ میلادی لغو شد. تحقیقات جدید تحت برنامه فالکون بر وسیله هوایی مشترک X-۴۱ متمرکز شد. یک پلت فرم مشترک هوایی برای موشک‌های قاره‌پیمای مافوق صوت و موشک‌های کروزو همچنین RLVs غیرنظامی و ELVs. در ۲۲ آوریل ۲۰۱۰ اولین پیش نمونه HTV-۲ پرواز آزمایشی خود را انجام داد. در ۱۱ اوت ۲۰۱۰ آزمون دوم پرواز انجام شد. هر دو پرواز قبل از موعد مقرر به پایان رسید.

## طرح و توسعه

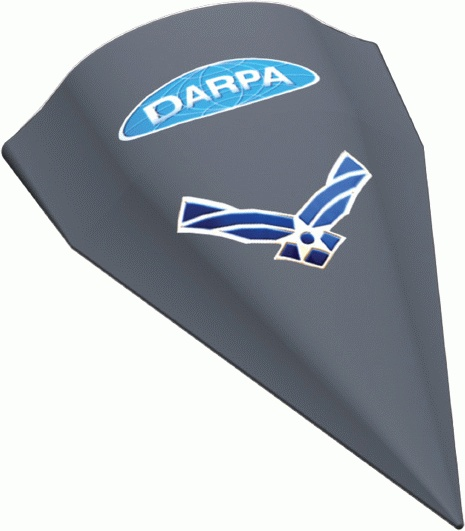
تصویر گرافیکی HTV-2 از دارپا

### پروژه‌های گذشته
هدف از این برنامه انتقال یک وسیله نقلیه نظامی یا چیزی مشابه در مدت زمانی یک تا دو ساعت از سرزمین آمریکا به نقطه‌ای دلخواه بر روی کره زمین است. اولین طرح علنی تأیید شده از این نوع ایکس ۲۰ دیان سور در سال ۱۹۵۷ بود. در این طرح، وسیله به جای از برخاستن از باند فرودگاه، به صورت عمودی بر روی یک موشک به فضا پرتاب شده و بازگشت ان به زمین، به صورت پرواز گلاید شبیه به شاتل فضایی صورت می‌گرفت. در اصل، شاتل برای بهره‌برداری در نیروی هوایی ایالات متحده پیش‌بینی شده بود هر چند هرگز استفاده نشد.

### فالکون
دارپا برنامه فالکون را در سال ۲۰۰۳ طی دو جزئ اساسی اعلام کرد: پرتاب وسیله نقلیه کوچک برای حمل محموله به مدار یا پرتاب محموله پلت فرم تسلیحات مافوق صوت و همچنین خود وسیله نقلیه مافوق صوت به مدار

### بلاک سوئیفت
بلاک سوئیفت یک هواپیمای پیشنهادی قادر به پرواز مافوق صوت طراحی شده توسط :لاکهید مارتین اسکانک ورکز، بویینگ و ATK بود.

### خبرگزاری‌ها
قطع شدن سیگنالها باعث سقوط پروژه فالکون در اقیانوس آرام شد. این پرنده هنگامی که با ۲۰ برابر سرعت صوت در حرکت بود، در اقیانوس آرام سقوط کرد.

### اطلاعات انیمیشن و اخبار رسمی مربوط به آزمایش و همچنین سقوط HTV2
سامانه جدید حمله سریع، برنامه آزمایشی HTV-۲ نامیده شده و متعلق به سازمان دارپای آمریکاست. به گفته مسوولین دارپا، هواپیمای فالکون ماورا صوت ۲، برای پرواز در سرعت ۲۰ ماخ ساخته شده. دما درچنین سرعتی به ۲ هزار درجه سلسیوس می‌رسد. ظاهراً این پرواز موفقیت‌آمیز تر از پرواز نمونه‌های قبلی بوده چرا که نمونه قبلی تقریباً ۹ دقیقه با این سرعت حرکت کرده ولی پرنده جدید مدت طولانی تری توانسته پرواز کند